# 拉脱维亚社会民主工人党
拉脱维亚社会民主工人党是拉脱维亚的一个社会民主主义政党。该党成立于1918年6月17日，由1915年被拉脱维亚边区社会民主党开除的孟什维克分子建立。1934年5月15日，该党被拉脱维亚当局取缔。1989年12月2日，该党重建。该党的政治立场是中间偏左。该党的领袖是Aivars Timofejevs。该党的总部位于里加。该党的青年翼是社会民主青年联盟。该党是欧洲社会党的观察员党。